# Tour de France 1951
| 38. Tour de France 1951 – Endstand |                                        |                           |
| Streckenlänge                      | 24 Etappen, 4692 km                    | 24 Etappen, 4692 km       |
| Toursieger                         | Hugo Koblet                            | 142:20:14 h (32,964 km/h) |
| Zweiter                            | Raphaël Géminiani                      | + 22:00 min               |
| Dritter                            | Lucien Lazaridès                       | + 24:16 min               |
| Vierter                            | Gino Bartali                           | + 29:09 min               |
| Fünfter                            | Stan Ockers                            | + 32:53 min               |
| Sechster                           | Pierre Barbotin                        | + 36:40 min               |
| Siebenter                          | Fiorenzo Magni                         | + 39:14 min               |
| Achter                             | Gilbert Bauvin                         | + 45:53 min               |
| Neunter                            | Bernardo Ruiz                          | + 45:55 min               |
| Zehnter                            | Fausto Coppi                           | + 46:51 min               |
| Bergwertung                        | Raphaël Géminiani                      | 66 P.                     |
| Zweiter                            | Gino Bartali                           | 59 P.                     |
| Dritter                            | Fausto Coppi Hugo Koblet Bernardo Ruiz | 41 P. 41 P. 41 P.         |
| Teamwertung                        | Frankreich                             | Frankreich                |

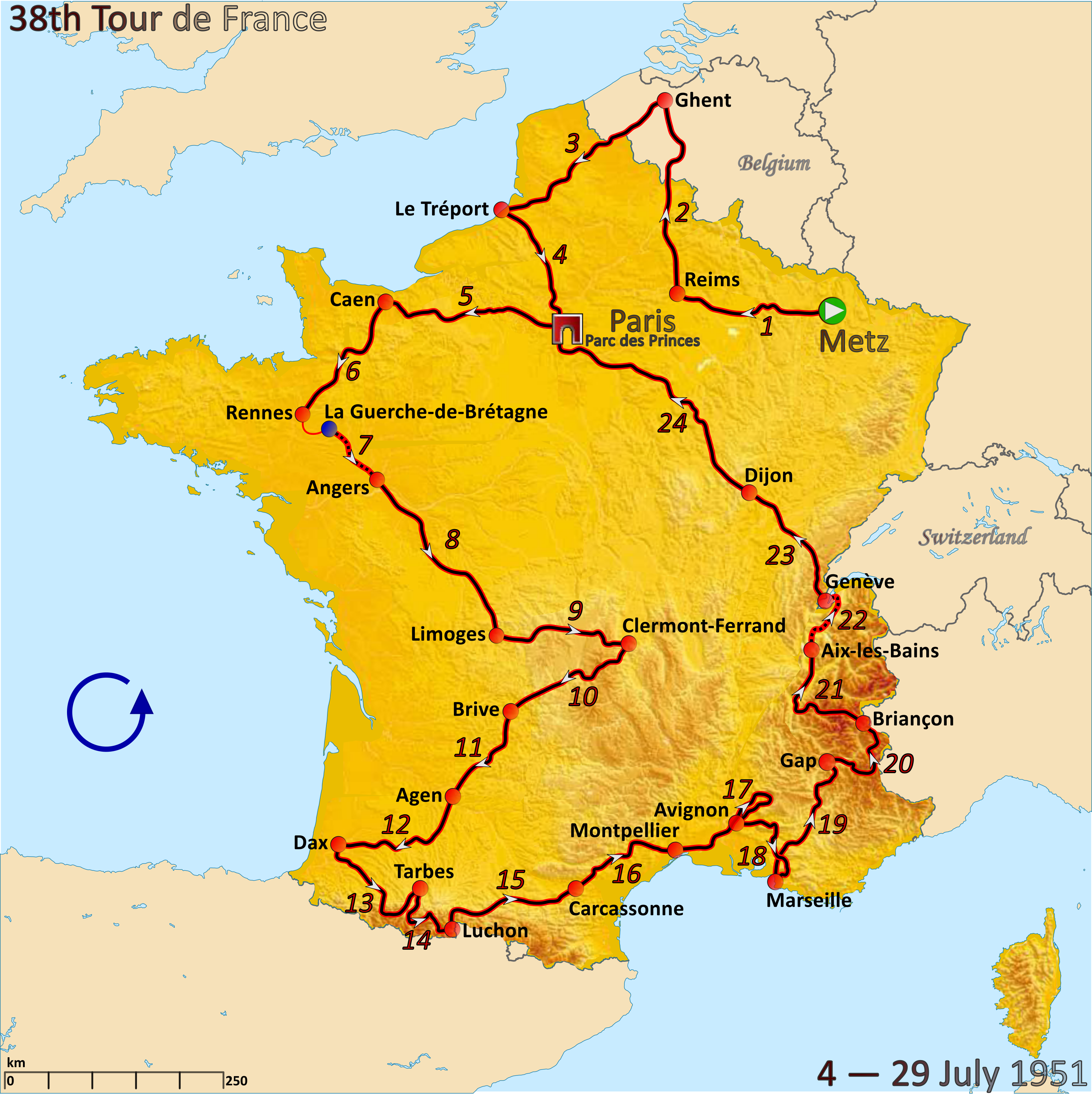
Streckenkarte der Tour de France 1951

Die 38. Tour de France fand vom 4. bis 29. Juli 1951 statt und führte auf 24 Etappen über 4692 km. Zum ersten Mal seit 1926 und erst zum zweiten Mal überhaupt war Paris nicht Startort der Tour de France. An der Rundfahrt nahmen 123 Rennfahrer teil, von denen 66 klassifiziert wurden.

## Rennverlauf
Fausto Coppi, Sieger der Tour 1949 fuhr nach dem tödlichen Unfall seines Bruders bei einem Radrennen keine gute Rundfahrt und belegte am Ende den zehnten Rang. Nur auf der 20. Etappe ließ er sein Können aufblitzen und wurde Etappensieger nach einer Soloflucht.
In der ersten Hälfte der Tour gab es keine deutliche Führung eines Fahrers, verschiedene Fahrer trugen das Gelbe Trikot. Der Niederländer Wim van Est konnte die Führung nach seinem Etappensieg auf dem zwölften Teilstück übernehmen, am nächsten Tag musste er nach einem Sturz aufgeben. Von ihm übernahm Gilbert Bauvin die Führung, doch nur einen Tag später konnte der Schweizer Hugo Koblet das Gelbe Trikot von ihm übernehmen: Bei seinem dritten Etappensieg auf seiner ersten Rundfahrt konnte er auf der Bergetappe nach Luchon alle außer Coppi abhängen. Bereits beim ersten Zeitfahren sowie auf der elften Etappe hatte Koblet gewinnen können, bei der Etappe nach Agen nach einer Soloflucht über 135 km.
Die Führung in der Gesamtwertung gab Koblet bis Paris nicht mehr ab, so dass nach Ferdy Kübler zum zweiten Mal hintereinander ein Schweizer die Tour de France gewinnen kann. Koblet krönte seine Leistung sogar noch mit zwei weiteren Etappensiegen.
Der Franzose Raphaël Géminiani, der eine Etappe gewinnen konnte, lag als Zweiter der Gesamtwertung am Ende deutlich hinter dem Schweizer, konnte aber die Bergwertung gewinnen.

## Die Etappen
| Etappen    | Start – Ziel                          | km       | Etappensieger     | Gelbes Trikot     |
| ---------- | ------------------------------------- | -------- | ----------------- | ----------------- |
| 1. Etappe  | Metz – Reims                          | 185      | Giovanni Rossi    | Giovanni Rossi    |
| 2. Etappe  | Reims – Gent (BEL)                    | 228      | Bim Diederich     | Bim Diederich     |
| 3. Etappe  | Gent (BEL) – Le Tréport               | 219      | Georges Meurnier  | Bim Diederich     |
| 4. Etappe  | Le Tréport – Paris                    | 188      | Roger Levêque     | Bim Diederich     |
| 5. Etappe  | Paris – Caen                          | 215      | Serafino Biagioni | Serafino Biagioni |
| 6. Etappe  | Caen – Rennes                         | 182      | Édouard Muller    | Roger Levêque     |
| 7. Etappe  | La Guerche – Angers                   | 85 (EZF) | Hugo Koblet       | Roger Levêque     |
| 8. Etappe  | Angers – Limoges                      | 241      | André Rosseel     | Roger Levêque     |
| 9. Etappe  | Limoges – Clermont-Ferrand            | 236      | Raphaël Géminiani | Roger Levêque     |
| 10. Etappe | Clermont-Ferrand – Brive-la-Gaillarde | 216      | Bernardo Ruiz     | Roger Levêque     |
| 11. Etappe | Brive-la-Gaillarde – Agen             | 177      | Hugo Koblet       | Roger Levêque     |
| 12. Etappe | Agen – Dax                            | 185      | Wim van Est       | Wim van Est       |
| 13. Etappe | Dax – Tarbes                          | 201      | Serafino Biagioni | Gilbert Bauvin    |
| 14. Etappe | Tarbes – Luchon                       | 142      | Hugo Koblet       | Hugo Koblet       |
| 15. Etappe | Luchon – Carcassonne                  | 213      | André Rosseel     | Hugo Koblet       |
| 16. Etappe | Carcassonne – Montpellier             | 192      | Hugo Koblet       | Hugo Koblet       |
| 17. Etappe | Montpellier – Avignon                 | 224      | Louison Bobet     | Hugo Koblet       |
| 18. Etappe | Avignon – Marseille                   | 173      | Fiorenzo Magni    | Hugo Koblet       |
| 19. Etappe | Marseille – Gap                       | 208      | Armand Baeyens    | Hugo Koblet       |
| 20. Etappe | Gap – Briançon                        | 165      | Fausto Coppi      | Hugo Koblet       |
| 21. Etappe | Briançon – Aix-les-Bains              | 201      | Bernardo Ruiz     | Hugo Koblet       |
| 22. Etappe | Aix-les-Bains – Genf (CH)             | 97 (EZF) | Hugo Koblet       | Hugo Koblet       |
| 23. Etappe | Genf (CH) – Dijon                     | 197      | Germain Derycke   | Hugo Koblet       |
| 24. Etappe | Dijon – Paris                         | 322      | Adolphe Deledda   | Hugo Koblet       |